# Макаренкова, Екатерина Александровна
Екатерина Александровна Макаренкова (род. 22 декабря 1982) — российская футболистка, вратарь.

## Биография
По состоянию на 2000 год играла за клуб высшей лиги России «Диана» (Москва). Вызывалась в состав молодёжной сборной России. Затем несколько лет играла за «Надежду» (Ногинск), становилась бронзовым призёром чемпионата страны 2005 и 2006 годов.
В последние годы карьеры играла в первом дивизионе за «Истру», где была капитаном, и за «Юность Москвы». В этот период выходила не только на позиции вратаря, но и полевым игроком.
В 2013 году в составе московского «Локомотива» принимала участие в финальном турнире чемпионата России по пляжному футболу, стала чемпионкой страны и признана лучшим вратарём соревнований.
Становилась победительницей и призёром различных любительских турниров по футболу и мини-футболу, в том числе «Кубок Невы» (2010), J-Cup (Эстония, 2015), Турнир дворовых команд газеты «Спорт-Экспресс» (2015) и др. По состоянию на 2020 год продолжает выступать в соревнованиях по мини-футболу.